# Bisaurri
Bisaurri (im lokalen Dialekt Bisagorri, im Katalanischen Bissaürri) ist eine spanische Gemeinde in der Provinz Huesca der Autonomen Gemeinschaft Aragonien. Sie liegt in der Comarca Ribagorza inmitten der Pyrenäen an der Straße N-260, die das Tal des Ésera mit dem Tal des Noguera Ribagorzana verbindet. In Bisaurri wird wie in Benasque ein als Benasqués (oder Patués) bekannter katalanisch-aragonesischer Übergangsdialekt gesprochen.

## Gemeindegebiet
Bisaurri umfasst die folgenden Ortschaften:
- Arasán
- Bisaurri
- Buyelgas
- Dos
- Gabás
- La Muria
- Renanué
- San Feliú de Veri
- San Martín de Veri
- San Valero
- Urmella.

## Bevölkerungsentwicklung
| 1991 | 1996 | 2001 | 2004 |
| ---- | ---- | ---- | ---- |
| 229  | 223  | 224  | 248  |

## Sehenswürdigkeiten

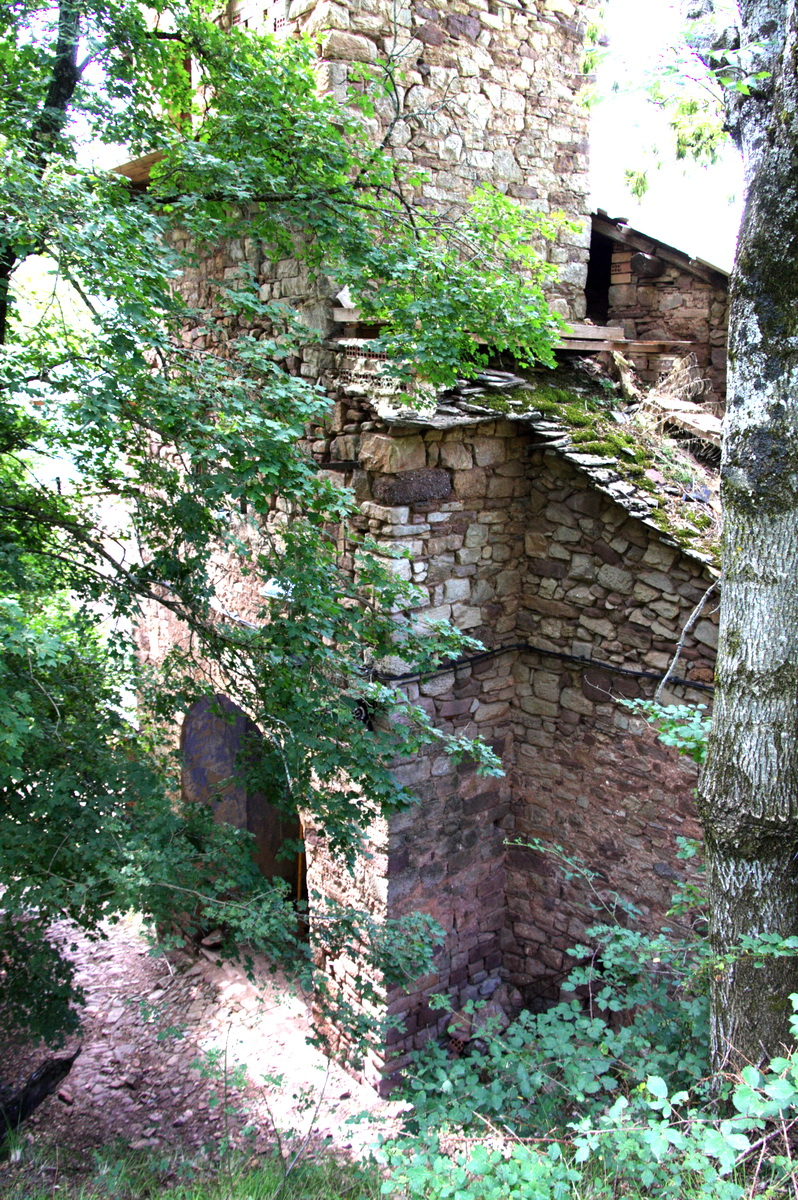
Kloster in Urmella

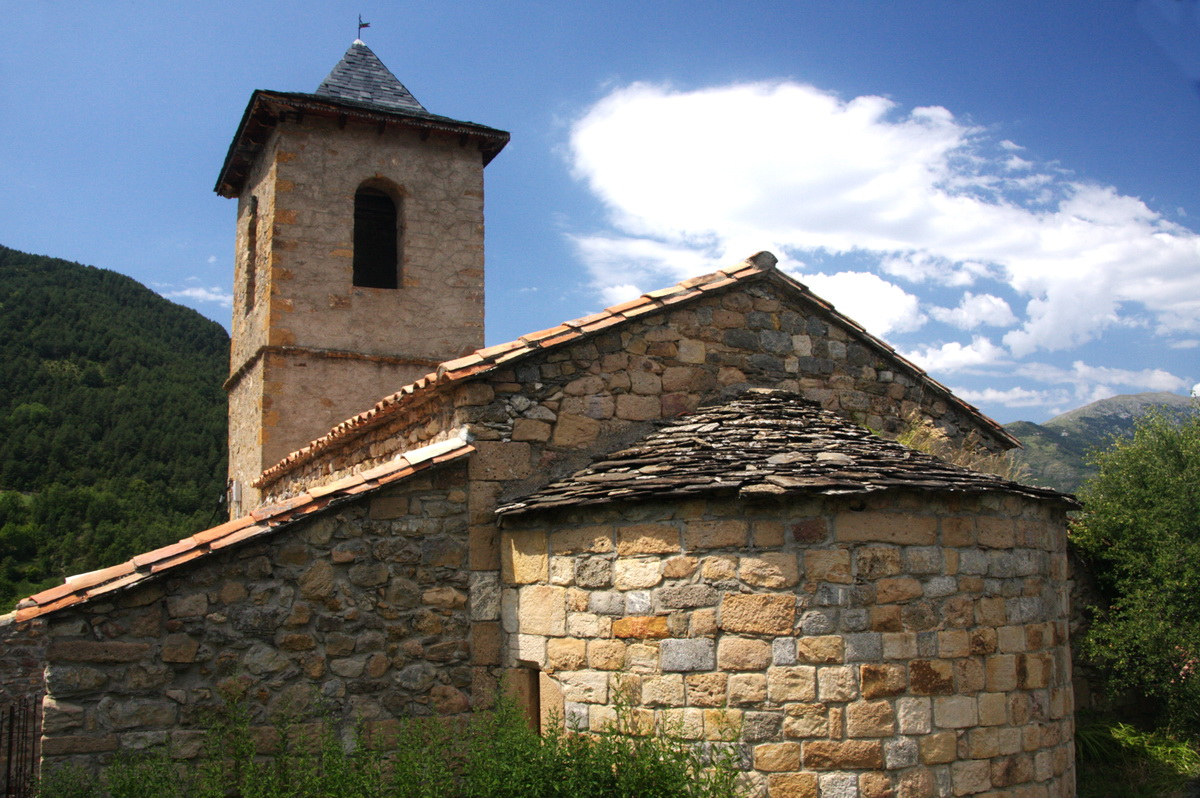
Santiago in Gabás

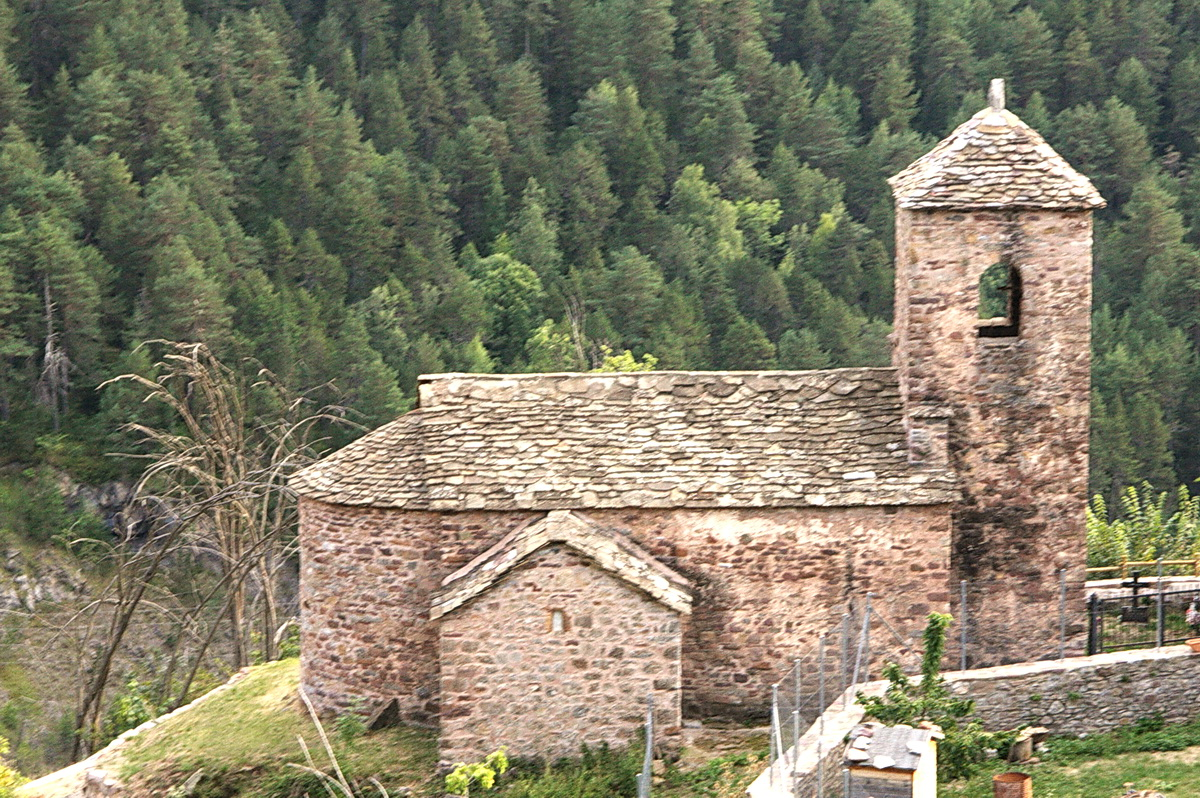
San Esteban in Renanué

- Ehemalige Benediktinerkloster St. Just und St. Pastor in Urmella, begonnen 1017 (teilweise ruinös)
- Romanische Kirche Santiago in Gabás
- Romanische Kirche San Esteban Protomartir in Renanué mit halbkreisförmiger Apsis und quadratischem Turm